# Survival horror
Survival horror (с англ. — «хоррор на выживание», «ужас выживания», альтернативный перевод: «выживание в кошмаре») — жанр компьютерных игр, для которого характерными являются упор на выживание игрового персонажа и нагнетание атмосферы страха и тревоги, подобно литературе и фильмам ужасов.
Хотя геймплей таких игр может включать в себя сражения с какими-либо противниками, как и в играх других жанров, игрок в survival horror не ощущает той степени контроля над происходящим, которая типична для большинства экшн-игр. Это достигается различными ограничениями — нехваткой боеприпасов, низким уровнем здоровья протагониста, скоростью передвижения, видимостью, а также различными препятствиями, усложняющими взаимодействие с игровой механикой. Зачастую игрок вынужден искать в игре предметы, которые открывают доступ в новые области игры, решать различные загадки и головоломки. Дизайн уровней в survival horror зачастую также используется для создания атмосферы ужаса или ожидания чего-то пугающего — например, игровой персонаж может обследовать тёмные мрачные помещения, напоминающие лабиринт, и подвергаться неожиданным нападениям врагов.
Само название жанра «survival horror» впервые было использовано при оригинальном японском издании игры Resident Evil в 1996 году. На разработку игры оказали влияние выходившие ранее игры, выполненные в духе ужасов, такие как Sweet Home 1989 года и Alone in the Dark 1992 года. С того времени этот термин используется для обозначения всех подобных игр, а также, ретроспективно, к созданным до его появления. Начиная с игры 2005 года Resident Evil 4 жанр заметно сблизился с экшн-играми и более традиционными шутерами от первого и третьего лица, строящимися прежде всего на сражениях с многочисленными врагами; игра Amnesia: The Dark Descent (2010) ознаменовала движение жанра в другом направлении — к жанру стелс-экшн, где игровой персонаж должен убегать и прятаться от противников, а не сражаться с ними.

## Общие принципы
Одной из уникальных черт жанра survival horror является то, что он определяется в большей степени общей атмосферой игры, чем игровой механикой. Хотя термин survival horror обычно ассоциируется с геймплеем первых частей Resident Evil и Silent Hill, существует достаточно представителей жанра, напоминающие «избей их всех», квесты, ролевые игры и шутеры от первого лица. Все игры этого жанра объединяют темы страха, необъяснимых явлений, жестокости и тому подобного. Сюжет типичной игры в жанре survival horror включает в себя расследование неких тайн и столкновение с пугающими силами; таким образом, игры могут использовать темы и образы из фильмов и литературы ужасов, превращая их в препятствия для игрока. По мнению создателя игры The Suffering Ричарда Рауса, условности фильмов ужасов является очень привлекательными для разработчиков компьютерных игр вообще: ужасы сталкивают игрового персонажа с враждебными ему чудовищами, делая сражением с ними морально оправданным; оставляют возможность создания минималистичного сюжета и использования мира, приближённого к реальному, но с добавлением фантастического элемента. Кроме того, Раус отмечал, что аудитория фильмов ужасов — преимущественно молодёжная и преимущественно мужская — хорошо совпадает с аудиторией игроков в компьютерные игры. Тем не менее, важно, что компьютерные игры отличаются от фильмов ужасов интерактивностью: если в фильме действие продолжается независимо от зрителя, то продвижение по игре находится в руках самого игрока, и ему некого винить в своих неудачах, кроме самого себя. Томас Грип, креативный директор студии Frictional Games, утверждал, что задача разработчиков хоррор-игр — не столько напрямую пугать игрока, сколько помещать его в такие условия, где игрок пугал бы сам себя.
Подобно фильмам ужасов, игры survival horror могут быть как психологическими триллерами с нагнетанием саспенса, так и боевиками, где сделан упор на уничтожение каких-либо живых мертвецов или жертв неудачных экспериментов. В 2014 году на страницах журнала Game Informer его авторы Гарри Макин и Тим Тури обсуждали значение этого термина и возможность отказаться от него, рассуждая о том, что слова survival horror были придуманы разработчиками конкретной игры — Resident Evil 1996 года — и прижились как описание игр, похожих на эту игру; однако слова horror («ужасы») вполне достаточно для описания всех «страшных» игр, даже совсем не напоминающих Resident Evil.
В 2014 году журналистка Бриттани Винсент в колонке для сайта Shacknews выделила несколько поджанров ужасов в компьютерных играх, помимо собственно survival horror в её понимании — классических игр в духе Resident Evil и Silent Hill.
- Игры, обозначаемые Винсент как «экшн-хоррор от третьего лица» (Third-Person Action Horror) наподобие Dead Space, в большей степени являются action-играми, создатели которых пожертвовали какими-то элементами ужасов, чтобы создать более приятный игровой процесс. Такие игры — к их числу Винсент причисляет Blue Stinger[англ.], Nightmare Creatures[англ.], Dead Rising, Manhunt — уже не ставят во главу угла выживание, предлагая игроку больший выбор оружия и большее количество врагов по сравнению с собственно survival horror; они также предлагают игроку большую степень физического взаимодействия с окружением, например, в виде элементов платформера или необходимости разрушать какие-то объекты, чтобы продвинуться дальше.
- Схожим образом, шутеры-хорроры (shooter horror) представляют собой «страшные» шутеры, в которых основным фактором, нагоняющим ужас на игрока, является просто большое количество противников, с которыми он должен сражаться — к этому поджанру Винсент причисляет игры наподобие Doom, F.E.A.R., Resistance или «Метро 2033».
- К категории стелс-хорроров (stealth horror) Винсент относит стелс-игры, использующие ровно противоположный подход к геймплею: в таких играх, как Penumbra и Amnesia: The Dark Descent, Slender: The Arrival, Outlast, SCP: Containment Breach или Alien: Isolation игрок мало что может противопоставить противникам и должен убегать или скрываться от них.
- Особняком в классификации Винсент стоят игры, основанные на японском фольклоре, наподобие Project Zero, Forbidden Siren, Kuon, Rule of Rose, Clock Tower — эти игры часто содержат сюрреалистические элементы, исследуют темы связей и отношений между людьми, эксплуатируют фольклорные представления о привидениях и демонах-они.

Изабелла ван Эльферен, профессор музыки и руководитель Школы исследований сценических и экранных искусств в Кингстонском университете, предлагала разделять жанр на собственно survival horror наподобие Resident Evil или Dead Space, где речь идёт просто о демонстрации на экране каких-то пугающих образов, и психологические ужасы наподобие Amnesia: The Dark Descent, затрагивающие вопрос психологической нестабильности самого игрока; при этом игры вроде серии Silent Hill, с точки зрения ван Эльферен, занимают промежуточное, смешанное положение, хотя она и оговаривает, что психологическая «тёмная игра» (англ. dark play) — идея апелляции к скрытым слоям психологии игрока — впервые появилась именно в играх этой серии. Такая градация, по мнению ван Эльферен, соответствует тонким различиям между литературой ужасов и готической литературой.

### Ограничения и сложность
В отличие от игр жанра action-adventure, к которым игры survival horror близки, в survival horror игрок не может полностью вооружить игрового персонажа или достаточным образом подготовить его к предстоящим сражениям. Более умелых игроков в компьютерные игры сложнее напугать: чем эффективнее игрок решает испытания, предлагаемые ему игрой — например, уничтожает врагов или уклоняется от встреч с ними — тем меньше будет вызываемое игрой чувство страха. Именно этим обусловлены всевозможные ограничения в игровом процессе — например, неуклюжесть персонажа, который не может быстро развернуться в сторону противника, невозможность передвигаться и стрелять одновременно. В играх такого рода игрок может сталкиваться с большим количеством врагов, при этом количество боеприпасов для оружия заметно меньше, чем в других играх, а мощное оружие является редким или вовсе отсутствует в игре: по выражению из книги Эндрю Роллингса Fundamentals of Game Design, «мир кажется не таким уж и страшным, когда у тебя при себе ручной противотанковый гранатомёт». В силу этого игровой персонаж более уязвим, чем в других играх, и перевес всегда находится на стороне враждебного окружения. Таким образом, в survival horror бои отступают на второй план, а игрок должен научиться избегать врагов или использовать против них элементы окружения. Игры жанра пытаются подчеркнуть эту уязвимость, исключая возможность игры иначе как в однопользовательском режиме и предлагая игроку для управления менее сильных и способных вынести меньше ранений героев, чем в играх жанра action.

### Дизайн уровней
Игры жанра survival horror предлагают игроку испытания, не связанные с боями — например, в различных местах игрового мира могут находиться головоломки, которые необходимо решить, чтобы продвинуться дальше. Другой задачей может являться сбор предметов и управление их жёстко ограниченным запасом. Survival horror, как правило, ограничивает свободу игрока — в определённые области игры нельзя попасть, не найдя определённых предметов, хотя некоторые игры могут предлагать альтернативные пути продвижения. Лабиринтообразный дизайн уровней может требовать от игрока навыков ориентирования на местности. Чтобы вызвать у игрока ощущение тревоги и клаустрофобии, игровые уровни в survival horror могут намеренно использовать тесные, плохо освещённые или тёмные помещения, неудобные углы обзора, хотя некоторые игры жанра могут, напротив, использовать вместо тесных лабиринтов открытые пространства.
Темнота и туман позволяют маскировать технические ограничения игры — на тёмном или затянутом туманом уровне нет необходимости отрисовывать удалённые предметы, и это также лишает игрока возможности видеть врагов на большом расстоянии, позволяя игре создавать их близко к игровому персонажу. Именно такие приёмы использовались, например, в серии Silent Hill. Тем не менее, в более технически совершенных играх появляются ограничения, связанные с трудностью реалистичного изображения освещения и теней. Так, игра Doom 3 использовала необычайно совершенную по тем временам систему освещения и высокополигональные модели персонажей, однако из-за возросшей нагрузки на аппаратные ресурсы компьютера разработчики были вынуждены вместо больших арен со множеством противников, как в предыдущих играх, строить игру вокруг встреч с малочисленными, но более сильными врагами, скрывающимися в темноте в тесных помещениях — в этом случае выраженная тематика ужасов хорошо соответствовала геймплею.

### Противники
Как правило, survival horror в качестве противников предлагает чудовищ с различным, иногда достаточно сложным запрограммированным поведением. Враги могут появляться неожиданно, пугая игрока, и дизайн уровней может включать в себя скрипты, заставляющие врагов при приближении игрового персонажа внезапно падать с потолка или проламываться сквозь окна. Подобно многим компьютерным играм в жанре action-adventure, прохождение игр в жанре survival horror часто включает в себя столкновения с боссами — особо сильными противниками, которых игрок должен победить, чтобы иметь возможность продвинуться на следующий уровень игры или дальше по сюжету.

### Управление и положение камеры
Ранние игры жанра использовали характерные для фильмов ужасов приёмы, связанные с положением камеры — благодаря этому враги в таких играх могут находиться вне поля зрения игрока. Такие манипуляции с камерой в ранних играх наподобие Alone in the Dark или Resident Evil нередко соединялись с так называемым «танковым» управлением персонажем (англ. tank controls), привязанным к ориентации персонажа, а не камеры: в этом случае кнопка «вверх» на геймпаде или клавиатуре двигает персонажа вперёд, а кнопки «вправо» и «влево» поворачивают его на месте. Такую схему критиковали как неудобную и неестественную — в реальном мире человек может двигаться в любую сторону. Тем не менее, в играх с частыми и не зависящими от игрока переменами положения камеры «танковое» управление относительно удобно, позволяя игроку сохранить чувство направления независимо от того, куда в тот или иной момент устремлена камера. В более поздних играх обычно используется вид от первого лица или камера, следующая за персонажем; в Resident Evil 4 было введено смещённое положение камеры, находящейся за плечом персонажа — это нововведение оказалось настолько удобным, что проникло во многие другие игры других жанров.

### Звуковой дизайн
Многие игры этого жанра используют закадровую музыку и звуки, нагнетая ощущение страха и предупреждая игрока о грядущей опасности. Такие звуковые подсказки помогают игроку в продвижении по игре, но также подстёгивают ощущение тревоги и неопределённости. Закадровый звук позволяет объявлять о появлении чудовищ ещё до того, как они появятся в поле зрения; адаптивный характер музыки в компьютерных играх позволяет использовать её очень гибко — например, по мере приближения монстра может нарастать громкость звука и музыки; возможность воспроизведения трёхмерного звука даже может подсказывать игроку, с какой именно стороны надвигается опасность. В таком качестве работает шум радиопомех в Silent Hill, сообщая игроку о приближении сверхъестественной угрозы. Игра Alone in the Dark, обычно используя тревожную музыку для предупреждения об опасности, время от времени «обманывала» игрока, когда тревожная музыка звучала за кадром, но никакой опасности так и не появлялось — такой подход должен был внушить игроку чувство неуверенности. Определённые звуки, как тяжёлые шаги Немезиса в Resident Evil 3: Nemesis или скрежет меча Пирамидоголового в Silent Hill 2 позволяют игроку немедленно идентифицировать этих виртуальных персонажей и получить сигнал об их опасном присутствии.
Как и фильмы ужасов, игры в жанре survival horror могут использовать лейтмотивы — короткие повторяющиеся мелодии, связанные с определёнными персонажами или ситуациями. Нередким является противопоставление мелодий и тембров, использующее атональную музыку, белый шум и цифровое искажение звука для сцен, в которых появляются враги, но более приятную для слуха оркестровую музыку для сцен с героями — таким образом создаётся контраст между «механическим» и «человеческим», «своим» и «чужим». В Dead Space инструментальная музыка подстраивается под ситуацию на экране — одновременно может звучать до четырёх музыкальных партий, и игровой движок подбирает те, что подходят по действию, и балансирует их громкость, исходя из положения игрока и уровня угрозы, тем самым создавая психологическую напряжённость или постепенно уменьшая её. Игры серии Silent Hill получили известность в том числе и благодаря необычному звуковому сопровождению, идущему вразрез с клише кинематографа — спокойным, повторяющимся мелодиям, навевающим жуть на игрока самим своим несоответствием ситуации на экране, и обширному использованию фоновых шумов. Психологические ужасы, подобные Amnesia: The Dark Descent, в большой степени полагаются на диегетические звуки, принадлежащие миру игры — звуки шагов, дыхания, скрипа половиц и тому подобное; музыка в Amnesia: The Dark Descent обычно отличается негромкостью и ненавязчивым фоновым звучанием, но в ситуациях, когда рассудок героя помрачается, нарастает, превращаясь в громкую раздражающую какофонию.

## История жанра
Истоки жанра survival horror можно проследить к ранней литературе ужасов. Немалое влияние на компьютерные игры оказало творчество Говарда Филлипса Лавкрафта и его последователей («лавкрафтовские ужасы»), включающее в себя детективные мотивы, сюжеты о путешествии сквозь тёмные лабиринты и «Великих Древних», чудовищных существ, появлявшихся в компьютерных играх в виде противников игрового персонажа. Темы выживания, где игровому персонажу угрожает сильный противник, также связаны с киножанром слэшеров. Другим важным источником вдохновения для разработанных в Японии игр, повлиявших и на западные игры, являлись собственные японские традиции ужасов и детектива, в том числе традиционные представления театра Но, книги Эдогавы Рампо и кинематограф Японии. Жанр survival horror в целом черпает темы, образы и приёмы как из западной (в первую очередь американской), так и из восточной (в первую очередь японской) культурной традиции, причём западный подход к разработке игр скорее опирается на экшн-сцены с изображением насилия, тогда как для японских разработчиков более характерными являются психологические ужасы.

### Предыстория жанра (1978—1992)
Ещё в 1980-х годах выпускались игры, оформленные в духе фильмов и литературы ужасов, однако о выделении какого-либо особого геймплейного жанра речь не шла. Текстовая приключенческая игра (interactive fiction) Zork I: The Great Underground Empire (1978) представляла собой скорее фэнтези-приключение, но её немалая часть проходила в запутанных тёмных подземельях, где управляемый игроком персонаж должен был избегать столкновений с чудовищем-гру: по тем временам это был новый, невиданный подход к ужасам. К числу первых компьютерных игр, пытавшихся напугать игрока, принадлежала и Mystery House (1980) супругов Роберты и Кена Уильямсов — первый в истории графический квест, вдохновлявшийся романом Агаты Кристи «Десять негритят». В 1986 году в США появился аркадный автомат Chiller — тир со световым пистолетом, предлагавший игроку калечить и убивать привязанных к пыточным устройствам жертв; несмотря на необычайно детальное изображение кровавых сцен, роднящее Chiller с поздними играми жанра survivor horror, эта игра не стала сколько-нибудь известной. В играх, подобных Castlevania (1986), Kenseiden (1988) или Splatterhouse (1988) герои противостояли различным чудовищам вроде вампиров или скелетов в мрачных и пугающих декорациях, однако с точки зрения игрового процесса эти игры ничем не отличались от других современных им игр в жанре action — платформеров и beat ’em up.
Другие, более экспериментальные игры пытались использовать геймплей для создания атмосферы страха. Игра 3D Monster Maze, созданная британским программистом Малкольмом Эвансом для компьютера Sinclair ZX81 и выпущенная в продажу в 1982 году, помещала игрового персонажа в лабиринт с единственным выходом, заставляя его скрываться от чудовища-тираннозавра. Игра Nostromo, первоначально разработанная для персонального компьютера Commodore PET 2001 студентом Токийского университета Акирой Такагути, в 1982 году была издана ASCII для компьютера PC-6001. Игра, оформленная в духе научной фантастики, основана на голливудском фильме «Чужой»; в ней управляемый игроком персонаж пытается сбежать с космического корабля, скрываясь от враждебного инопланетного монстра. В 1982 году компания Atari выпустила для игровой приставки Atari 2600 игру Haunted House, разработанную программистом Джеймсом Андреасеном; от игрока требуется избегать противников и искать предметы, нужные для того, чтобы покинуть дом с привидениями. Как и в поздних играх жанра survival horror, здесь особо подчёркивается уязвимость персонажа: он не в состоянии нанести никакого вреда противникам и может только избегать встречи с ними.
Двухмерная японская ролевая игра Sweet Home, выпущенная компанией Capcom в 1989 году для игровой приставки Nintendo Entertainment System, заметно повлияла на последующую историю survival horror, в том числе как предшественница серии Resident Evil; эту игру называли «первым настоящим survival horror». Её создатель Токуро Фудзивара позже работал и над Resident Evil, первоначально разрабатывавшейся как переосмысление Sweet Home. Sweet Home была основана на фильме ужасов «Милый дом» режиссёра Киёси Куросавы и разрабатывалась под его контролем. Игрок, управляя группой персонажей, должен решить ряд головоломок, используя предметы из ограниченного инвентаря и одновременно вынужден сражаться с пугающими противниками или убегать от них, причём игровые персонажи могут необратимо погибнуть. Sweet Home также примечательна попыткой создать в рамках игры пугающую предысторию, рассказываемую через разбросанные по миру игры дневники других персонажей.
Игра Project Firestart, разработанная компанией Dynamix и выпущенная в том же 1989 году для компьютера Commodore 64, также содержала в себе все ключевые элементы, характерные для более поздних игр жанра survival horror. В Project Firestart, вдохновлявшейся фильмом «Чужие», герой проникает на борт заброшенного космического корабля «Прометей» — оказывается, что корабль захватили чудовища, появившиеся на свет в результате экспериментов по генной инженерии, и конечными целями героя становятся уничтожение «Прометея» и бегство с обречённого корабля. По сравнению с современными ей играми, в том числе шутерами, основанных на тех же «Чужих» Project Firestart предлагала необычный геймплей с исследованием нелинейного мира игры: количество боеприпасов в игре ограничено, герой не может передвигаться и стрелять одновременно, а на поздних стадиях игры лабиринтообразные помещения «Прометея» становятся более тёмными, показывая, что свет на корабле гаснет. Как и Sweet Home, Project Firestart использует тексты — записи членов экипажа — для нагнетания атмосферы. Несмотря на инновации, игра была выпущена практически без рекламы и пропала в безвестности, не оказав никакого влияния на индустрию.

### Рождение жанра (1992—1996)
Напротив, графический квест Alone in the Dark 1992 года, разработанный французской компанией Infogrames, приобрёл большой коммерческий успех и — позднее — славу родоначальника жанра survival horror, оказав большое влияние на последующие игры. Alone in the Dark была одной из первых игр, использующей трёхмерные полигональные модели персонажей и двухмерные пререндеренные фоны — такой подход смог обеспечить очень высокое по тем временам качество графики. В игре, черпающей вдохновение в творчестве Говарда Филлипса Лавкрафта и фильмов наподобие «Ужас Амитивилля» игрок управляет одним из двух героев на выбор, обследуя старинную усадьбу в Луизиане. Ощущение страха и тревоги в игре во многом строится на использовании необычных углов камеры и манипуляций с музыкальным сопровождением; многих ловушек в игре нельзя избежать, а ограниченный инвентарь и боезапас намеренно были призваны создать у игрока чувство неуверенности. Успех Alone in the Dark привёл к появлению Alone in the Dark 2 (1993) и других игр-продолжений, но они не пользовались таким же успехом.
Игра Clock Tower (1995), разработанная японской компанией Human Entertainment, по геймплею скорее напоминала нелинейный графический квест с интерфейсом point-and-click. Её сюжет и атмосфера в значительной степени вдохновлялись фильмом Дарио Ардженто «Феномен» — в Clock Tower игрок управляет девушкой по имени Дженнифер, запертой со своими подругами в старинной усадьбе. Дженнифер должна избегать вооружённого огромными ножницами маньяка и не может сражаться с ним, а должна убегать и прятаться. Clock Tower сыграла немаловажную роль в становлении жанра survival horror; в дальнейшем был выпущен ряд продолжений — серия Clock Tower.
Жанр получил название survival horror с выходом в 1996 году игры Resident Evil (Biohazard в Японии). Эта игра, также разработанная компанией Capcom и первоначально задуманная как ремейк Sweet Home, имела и немалое сходство и с Alone in the Dark, используя схожий геймплей, управление и графику с трёхмерными моделями героев и пререндеренными фонами. В Resident Evil игрок также управляет одним из двух героев-полицейских на выбор: обследуя старый особняк, персонажи сталкивались с ожившими мертвецами — зомби. В отличие от Sweet Home и Alone in the Dark, в Resident Evil основной упор был сделан на кровавые, натуралистичные ужасы, а не истории о привидениях — вместо этого разработчики игры вдохновлялись фильмами в духе «Чужого», «Челюстей» и особенно «Ночи живых мертвецов». Помещая игрока в рискованные ситуации и требуя быстро принимать решения, Resident Evil всё же не была экшн-игрой — зомби в ней были угрозой, подталкивающей игрока убегать и экономить боеприпасы, а не ввязываться в сражения. Будучи одной из самых амбициозных и дорогостоящих разработок своего времени, Resident Evil приобрела огромную популярность и коммерческий успех. Игра стала хитом игровой приставки PlayStation, позволив компании Sony занять лидирующие позиции в игровой индустрии. Эта игра оставалась источником вдохновения для новых игр в жанре даже многие годы спустя: так, руководитель Frictional Games Томас Грип называл её «путеводным светом» для его собственных игр.

### Золотой век (1996—2005)
В 1999 году японская компания Konami выпустила игру Silent Hill, оказавшую огромное влияние на жанр. Герой Silent Hill, писатель Гарри Мэйсон разыскивал в городе-призраке Сайлент Хилл свою пропавшую дочь. Хотя по геймплею Silent Hill и напоминала Resident Evil, она использовала полностью трёхмерное окружение, а не пререндеренные двухмерные фоны и включала в себя элементы стелс-экшн: игровой персонаж мог уклоняться от столкновений с врагами, например, выключив фонарик или используя туман, чтобы остаться незамеченным. Что более важно, по сравнению с Resident Evil, в Silent Hill большую роль играли не собственно ужасы, а страх и нагнетание тревоги. Эта игра и последующие игры серии Silent Hill исследовали тему внутреннего мира, где источником страха становились не столько обстоятельства, в которые попадали игровые персонажи, сколько их собственная повреждённая психика. Особую известность получила игра-продолжение Silent Hill 2 2001 года, отличающаяся особенно сильным нарративом: главный герой Джеймс Сандерленд посещает тот же самый город Сайлент Хилл в надежде встретиться с покойной женой; чудовища наподобие Пирамидоголового, с которыми сталкивается игрок, являются порождениями чувства вины героя и его подавленных комплексов.
Парадигма психологических ужасов, введённая в Silent Hill, развивалась в ряде игр, выпущенных после 2000 года: подобные игры использовали приём ненадёжного рассказчика и игровых персонажей, чьё восприятие мира было искажено некоей травмой — иными словами, игрок в этих играх часто сталкивается с визуальными и звуковыми галлюцинациями персонажей, воспринимаемыми как реальные.
Игра Project Zero, разработанная и выпущенная японской компанией Tecmo в 2001 году, стала первой в серии игр Project Zero; в англоязычной литературе эти игры более известны по названию в США — Fatal Frame. Противниками игрока в серии Project Zero являются бестелесные призраки, способные парить в воздухе и проникать сквозь стены; их дизайн намеренно человекоподобен, вызывая у игрока не только страх, но и сострадание; сюжеты игр серии также связаны с темами утраты близких и вины. Единственным оружием игрового персонажа является фотоаппарат, используемый как инструмент экзорциста — улавливая привидение в объектив и на плёнку, игрок в состоянии уничтожить сверхъестественную угрозу.
В получившей множество наград игре Eternal Darkness: Sanity’s Requiem (2002), разработанной канадской студией Silicon Knights, действие переключается между несколькими персонажами, живущими в разные исторические эпохи; игра была примечательна системой, которая меняла игровой мир и геймплей по мере убывания специальной шкалы, отражающей состояние психики персонажа. Если при высоком уровне шкалы игрок сталкивается лишь с незначительными искажениями, такими, как лёгкий перекос камеры или появление крови на стенах игровых локаций, то при низком игра может «проламывать четвёртую стену», например, сообщая об отключении геймпада. Компания Nintendo, выпустившая игру как издатель, запатентовала концепцию шкалы безумия, однако не использовала её в других играх.
Похожим образом игра Call of Cthulhu: Dark Corners of the Earth (2005), основанная на творчестве Говарда Филлипса Лавкрафта и в первую очередь на его повести «Тень над Иннсмутом», использовала необычные приёмы, чтобы отразить колебания физического и психического здоровья персонажа. Если игровой персонаж — психически нездоровый детектив, посещающий городок Иннсмут в 1922 году — сталкивается с чем-либо пугающим, его состояние ухудшается, и игроку нужно искать безопасное место, чтобы привести героя в норму. В отличие от Eternal Darkness, игра не представляет игроку явной шкалы безумия, вынуждая его ориентироваться на видимые галлюцинации и неявные подсказки.

### Трансформация (2005—2010)
В 2005 году Resident Evil 4 — очередная игра серии Resident Evil — подтолкнула жанр к резкому повороту в сторону action-игр. Resident Evil 4 сюжетно продолжала предыдущие игры серии — её герой Леон Кеннеди вынужден разыскивать дочь президента США в испанской глубинке, а его противниками выступают местные крестьяне, заражённые неким паразитом, и различные чудовищные мутанты. Отличием игры от предыдущих частей является геймплей, требующий от игрока метко стрелять в цель и своевременно реагировать на опасности — таким образом, в survival horror вносились элементы, характерные для жанра action, и более того, Resident Evil 4 воспринималась в позднейшей истории именно как образцовая action-игра: например, именно в таком качестве её называли образцом для вдохновения разработчики The Last of Us. Игра получила множество наград и вошла в списки лучших игр не только этого года, но и в истории в целом, однако некоторые критики рассуждали о том, что игры такого рода уже нельзя называть survival horror, и что серия Resident Evil разрушает те самые основы жанра, которые сама ранее установила. В это же время было выпущено и несколько влиятельных шутеров от первого лица с выраженными элементами survival horror — таким образом, граница между survival horror и экшн-играми размывалась с обеих сторон. Так, игра Doom 3 (2004) содержала в себе ряд дизайнерских решений, необычных по сравнению с предыдущими играми серии, но характерных для survival horror: её действие происходит по большей части в темноте, и игрок должен каждый раз выбирать, пользоваться ли ему фонарём, позволяющим ему видеть врагов и ориентироваться на местности, или оружием наподобие дробовика — невозможно одновременно держать в руках и фонарь, и оружие. Похожим образом шутер от первого лица F.E.A.R. (2005) сталкивал игрового персонажа в бою с отрядами спецназа, но одновременно использовал образы и приёмы фильмов ужасов, в частности, японского кинематографа, стремясь вызвать у игрока чувство тревоги и грядущей опасности.
Подобный поворот к action произошёл и в других популярных сериях survival horror — такие игры, как Silent Hill: Homecoming (2008) или Alone in the Dark (2008) были по сути action-играми; в целом, эти жанровые изменения отражали общее тяготение приставочных игр того времени к action и заставляли обозревателей задаваться вопросом «Существует ли ещё жанр survival horror?». Игровой критик Джим Стерлинг предполагал, что жанр утратил свои ключевые особенности из-за интерфейсных улучшений, связанных с боями — иными словами, более удобная боевая система в survival horror нового поколения сама подталкивала игрока к тому, чтобы сражаться с противниками, а не бежать и прятаться от них, в то время как журналист Ли Александер считал, что корни такой эволюции жанра кроются в культурных различиях между Японией и Западом и общих изменениях в игровой индустрии: жанр стал популярен в те времена, когда на рынке приставочных игр доминировали японские разработчики, и их специфический подход к созданию игр определял содержание жанра; однако со временем индустрия сместилась больше в сторону западных культурных ценностей.
В 2008 году была выпущена игра Dead Space, созданная студией EA Redwood Shores. Dead Space и её продолжения Dead Space 2 (2011) и Dead Space 3 (2013) были выполнены в духе научно-фантастических ужасов; их действие происходит в космосе и на других планетах, а противниками главного героя, инженера Айзека Кларка, выступают некроморфы — чудовища, созданные из тел погибших астронавтов. Характерной особенностью Dead Space является «тактическое расчленение» — необходимость вдумчиво выбирать цель на теле очередного врага: например, попадание в грудь или голову может только разозлить монстра, в то время как отсечение ног сильно замедлит его. Коммерческий неуспех Dead Space 3 связывали с утратой свойственного предыдущим играм своеобразия — введение в игру противников-людей, системы создания оружия, микротранзакций сделали игру более дружелюбной к широкой аудитории, но и менее страшной. Dead Space 2 и Dead Space 3 были чрезвычайно дорогостоящими играми — на создание и маркетинг Dead Space 2 было потрачено около 100 миллионов долларов — но не смогли окупиться. По мнению Зака Уилсона, одного из разработчиков серии, разработка хоррор-игр AAA-класса противоречила сама себе: такие игры, несмотря на огромные траты на разработку, было сложно продать как «слишком страшные» для многих игроков.
Ещё одной значимой игрой этого времени стала Left 4 Dead (2008) — кооперативная игра от первого лица, разработанная студией Valve South; в 2009 году была выпущена игра-продолжение — Left 4 Dead 2. В Left 4 Dead группа из четырёх игроков сталкивается с ордами зомби — быстрых и подвижных существ в духе фильмов «28 дней спустя» и «Рассвет мертвецов». Несмотря на непривычный для жанра многопользовательский геймплей, разработчики игры описывали её именно как «кооперативный survival horror»; игра отличается атмосферой фильмов ужасов, слабостью персонажей перед лицом превосходящих сил врага и общей целью выжить и сбежать от врагов, а не истребить их всех. Геймплей Left 4 Dead требует от игроков действовать согласованно и помогать друг другу. Игра во многом полагается на продвинутый искусственный интеллект — «Режиссёра», который отслеживает действия игроков и регулирует происходящее в игре, например, сталкивая игроков с толпой зомби или, наоборот, давая им передышку.

### Новейшее время (с 2010)
В конце 2000-х годов шведская компания Frictional Games выпустила трилогию коротких хоррор-игр Penumbra, примечательных необычайно проработанным взаимодействием с окружением. Эти игры заложили основание для чрезвычайно успешной игры Amnesia: The Dark Descent (2010) от тех же разработчиков — она оказала огромное влияние на жанр survival horror. До Amnesia игры в духе Resident Evil или Dead Space, как правило, строились вокруг сражений и поиска немногочисленных припасов; даже более «страшные» игры, такие как Silent Hill или System Shock 2, не избегали этой концепции — обязанности сражаться с некоей внешней угрозой, в то время как Amnesia вообще не содержит сражений, и игровой персонаж в ней может только убегать или прятаться. Amnesia всецело посвящена «внутренним» ужасам, психозу персонажа и ухудшению его психического здоровья — пребывание в темноте, столкновения с монстрами на свету и наблюдение различных пугающих сцен делают персонажа все более и более уязвимым, вплоть до кататонического состояния; режим игры от первого лица и продуманная работа с изображением и звуком — например, звуками учащающихся дыхания и сердцебиения персонажа — устроены так, чтобы транслировать те же самые эмоции игроку. Amnesia породила новый поджанр хоррор-игр от первого лица — в первую очередь, игр в духе «найденной плёнки» наподобие Slender: The Eight Pages или Outlast, и элементы дизайна Amnesia можно увидеть и в «нестрашных» играх наподобие Gone Home или Dear Esther.
Всплеск популярности Amnesia: The Dark Descent и ей подобных игр в 2010-х годах был во многом обусловлен расцветом видеосервиса YouTube и массой выкладываемых на нём летсплеев — видеороликов, в которых зритель мог наблюдать не только за геймплеем игры, но комментариями и эмоциями играющего в него игрока. Так, шведский видеоблогер Пьюдипай приобрёл популярность благодаря чрезвычайно драматическим летсплеям Amnesia: The Dark Descent и подобных хоррор-игр; в дальнейшем, располагая многомиллионной аудиторией, Пьюдипай уже сам мог влиять на успех хоррор-игр, таких как Slender: The Eight Pages (2012). Последняя, как и её более крупнобюджетное продолжение Slender: The Arrival (2015), созданное канадской студией Blue Isle Studios, были выстроены на основе интернет-мифа о Слендермене: в этих играх персонаж игрока был вынужден обследовать безлюдные места, избегая встречи со Слендерменом — зловещим персонажем, напоминающим мужчину в строгом костюме. Эти игры не следовали ставшим привычными геймплейным устоям Resident Evil и Silent Hill, отличаясь примитивным геймплеем, но и большей оригинальностью; по мнению обозревателя Eurogamer Дэна Уайтхеда, они были тем же для жанра survival horror, что «Ведьма из Блэр» для киноужасов.
Ещё большую популярность благодаря YouTube и стримингу в реальном времени приобрела серия малобюджетных инди-игр Five Nights at Freddy’s (2014—н.в.), созданная разработчиком-одиночкой Скоттом Коутоном — эта серия превратилась в своего рода культ. В этих играх игровой персонаж — ночной сторож пиццерии — должен избежать встречи с одержимыми аниматрониками, бродящими по заведению, используя различные предметы окружения, такие как дистанционно закрывающиеся двери, камеры наблюдения, включаемое освещение, маску и т. д. Хотя чрезмерно частый выпуск игр, поначалу мало отличающихся друг от друга и эксплуатирующих одну успешную формулу, и стал предметом критики, серия стала коммерчески успешной, вплоть до создания множества фанатских игр по мотивам и покупки Warner Bros прав на экранизацию. Начиная с 2019 года наступил новый период для серии с высокобюджетными играми, в том числе в виртуальной и дополненной реальности. Было написано множество официальных книг, таких как трилогия новелл, путеводители, комиксы и т. д.
Игра Outlast (2013), созданная студией Red Barrels, необычным образом привносила экшн-элементы в survival horror: ключевым заимствованием из Amnesia, сделанным разработчиками игры, стало отсутствие оружия у игрового персонажа — журналиста, обследующего заброшенную психиатрическую лечебницу лишь с цифровой видеокамерой в руках. При этом Outlast требует от игрока быстро реагировать на опасности, и игра содержит насыщенные действием погони, когда персонаж должен скрыться от преследующих его противников, часто в тёмных помещениях с незнакомой планировкой.
Похожим образом, игра Alien: Isolation, выпущенная в 2014 году, отличалась от предыдущих игр по серии фильмов «Чужой» принципиальным упором на ужасы и скрытность, а не сражения. Подобно фильму «Чужой», игровой персонаж в этой игре находится на космической станции с одним-единственным Чужим, необычайно умным и смертоносным инопланетным хищником, и должен всячески избегать столкновений с ним. Искусственный интеллект Чужого был запрограммирован таким образом, чтобы создать у игрока иллюзию взаимодействия с разумным противником, который учится на каждом столкновении с игроком и соответственно меняет свою стратегию охоты — именно с появлениями и поведением Чужого обозреватели связывали вызываемое игрой чувство ужаса.
В том же 2014 году была выпущена небольшая игра P.T. — «играбельный тизер» к другой, находящейся в разработке крупнобюджетной игре Silent Hills. P.T. изображала коридор в некоем доме, наполненном множеством пугающих деталей. Над P.T. и Silent Hills работали голливудский режиссёр Гильермо дель Торо и геймдизайнер Хидэо Кодзима, однако проект Silent Hills был отменён по решению компании-издателя. P.T., даже будучи всего лишь тизером к другой игре, оставила свой след в истории жанра, собрав множество наград и почётных званий, в том числе как «самая страшная игра года» и породив несколько игр-подражателей. Так, тизеру P.T. во многом подражала разработанная польской студией Bloober Team игра Layers of Fear (2016) о сходящем с ума художнике-шизофренике, запертом в собственном доме — в большей степени «симулятор ходьбы», чем привычный survival horror. Примечательной особенностью Layers of Fear было нарушение геометрии пространства, иллюстрирующее помутнение рассудка героя. По словам одного из разработчиков игры Layers of Fear Рафаля Басая, P.T. продемонстрировала, что на рынке востребованы «страшные» игры, не являющиеся симуляторами выживания.
В то время как несколько последовательных частей серии Resident Evil представляли собой скорее военные шутеры с путешествиями по всему миру, чем хоррор-игры, Resident Evil 7: Biohazard (2017) описывалась как возвращение к истокам серии или даже попытка «переизобрести» жанр survival horror заново. Игра, выполненная в духе таких фильмов ужасов, как «Техасская резня бензопилой» или «Зловещие мертвецы», также развивала идеи Amnesia или Outlast, используя режим от первого лица, помещая игрового персонажа в тесные тёмные коридоры и принуждая убегать от бессмертного и упорного преследователя. Очень похожий геймплей использовала и игра-продолжение Resident Evil Village; впрочем, её от предыдущей игры отличали разнообразные места действия и антагонисты, как леди Димитреску. Village была разделена на несколько областей, и в каждой из них игрок сталкивался с разными видами хоррора — так, в одном месте его могли ждать напряжённые сражения с ордами врагов, в другом — неторопливые психологические ужасы. Параллельно компания Capcom выпускала крупнобюджетные ремейки своих классических игр — Resident Evil 2 (2019), Resident Evil 3 (2020) и Resident Evil 4 (2023) сохраняли персонажей, противников и сюжет старых игр, но использовали намного более совершенную графику и обновлённый геймплей. Resident Evil 2, в частности, помещала игрового персонажа в полностью трёхмерное окружение, и в ней сражения в духе шутеров от третьего лица, исследование мира и решение головоломок плавно переходили друг в друга, без промежуточных загрузочных экранов.
В конце 2010-х годов приобрели популярность «асимметричные» многопользовательские хоррор-игры. Так, в игре Dead by Daylight, вдохновлённой фильмами-слэшерами, один из игроков берёт на себя роль маньяка-убийцы, а четверо других — обычных безоружных людей, пытающихся избежать гибели. Эта игра была также примечательна включением персонажей из других хоррор-медиафраншиз, как кинематографических, так и игровых — в ней в качестве игровых персонажей появлялись, например, Фредди Крюгер или Шерил Мейсон и Пирамидоголовый из Silent Hill. Подобный подход — один игрок в роли «маньяка» против команды других игроков — использовали и другие игры, как Friday the 13th: The Game, Video Horror Society, Evil Dead: The Game или The Texas Chain Saw Massacre.
В 2017 году большую популярность приобрела Bendy and the Ink Machine, отличившаяся оригинальным визуальным стилем. Герой игры исследует старинную студию мультипликации, раскрывая её мрачные секреты, решая головоломки и время от времени отбиваясь или убегая от ужасных её обитателей. Чувство и атмосфера одиночества в этой игре переменяется с внезапными столкновениями с врагами, мешающими продвигаться дальше, при том, что игрок не всегда имеет при себе оружие. За игрой последовало несколько спин-оффов, а её продолжение находится в разработке с 2019 года.